# Shakya

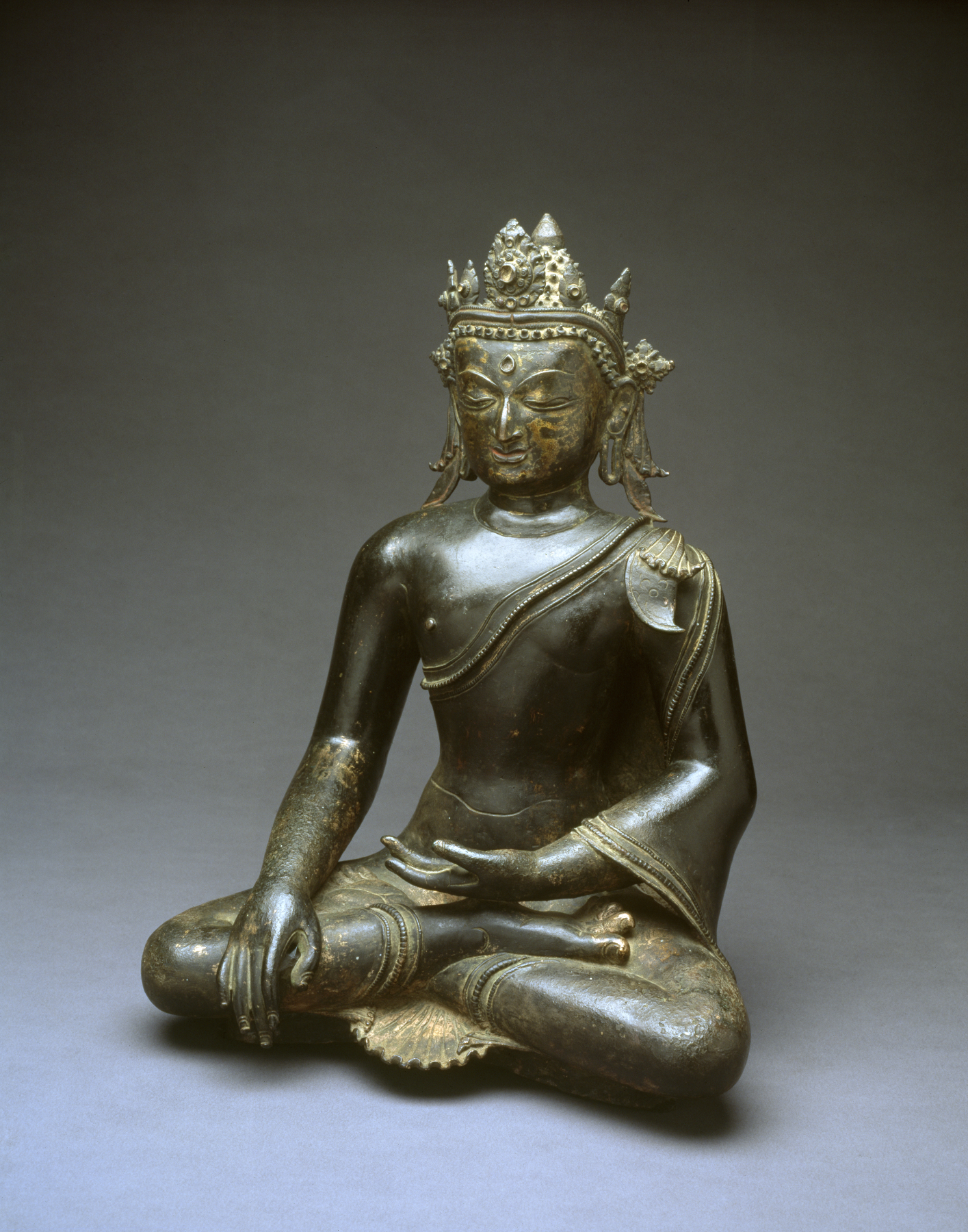
Gautama Buddha, chiamato Shakyamuni "Saggio degli Shakya", il più famoso Shakya. Bronzo seduto dal Tibet, XI secolo.

Gli Shakya (pali nella scrittura Brahmi: 𑀲𑀓𑁆𑀬 Sakya, Sākiya o Sakka, Sanscrito: Śākya, Devanagari: शाक्य) erano un clan indiano dell'età del ferro (I millennio a.C.), che abitava in un'area nel Magadha Maggiore, situato nell'attuale Nepal meridionale e nell'India settentrionale, vicino all'Himalaya. Gli Shakya formarono uno stato repubblicano noto come Śākya Gaṇarājya. La sua capitale era Kapilavastu, che potrebbe trovarsi nell'attuale Tilaurakot, in Nepal, o nell'odierna Piprahwa, in India.
Gautama Buddha (c. dal VI al IV secolo a.C.), i cui insegnamenti sono divenuti il fondamento del buddhismo, era il più noto Shakya. Era conosciuto durante la sua vita come "Siddhartha Gautama" e "Shakyamuni" (Saggio degli Shakya). Era il figlio di Śuddhodana, il capo eletto del Śākya Gaṇarājya.

## Etimologia
La storica Romila Thapar nota che la parola Sakya deriva dal sanscrito "Saknoti (essere in grado), l'albero di saka e sakahi". Alcuni studiosi sostengono che gli Shakya fossero Sciti dell'Asia centrale o dell'Iran, e che il nome Śākya abbia la stessa origine di "Sciti", chiamati Saka in India. Secondo Chandra Das, il nome "Shakya" deriva dalla parola sanscrita "śakya", che significa "colui che è capace".

## Origini

### Non vedico
Gli Shakya erano un gruppo etnico sub-himalayano orientale alla periferia, sia geograficamente che culturalmente, del subcontinente indiano orientale nel V secolo a.C. Bronkhorst chiama questa cultura orientale Greater Magadha e osserva che "il buddismo e il giainismo sono sorti in una cultura che è stata riconosciuta come non-vedica sebbene la maggior parte delle storie mitiche, delle divinità e dei concetti di illuminazione siano simili ai Veda". Le leggi di Manu trattano gli Shakhyas come non ariani. Come notato da Levman, "Il Baudhāyana-dharmaśāstra (1.1.2.13–4) elenca tutte le tribù di Magadha come se fossero al di fuori dei confini dell'Āryāvarta e solo visitarle richiedeva un sacrificio purificatore come espiazione" (In Manu 10.11, 22). Ciò è confermato dall'Ambaṭṭha Sutta, dove si dice che i Sakya sono "paroli rozzi", "di origine umile" e criticati perché "non onorano, rispettano, stimano, riveriscono o rendono omaggio i Bramini" Tuttavia queste critiche devono essere intese nei termini dell'inimicizia dei Bramini verso le opinioni del Buddha Sakyan. Alcune delle pratiche non vediche di questa tribù includevano il culto degli alberi, degli spiriti degli alberi e dei nāga. Anche l'adorazione degli alberi, dello spirito degli alberi e dei naga era prevalente nella società vedica.

### Totemico
Secondo il testo buddista pali, il nome Sakya è ispirato agli alberi di Saka. Nota John Faithfull Fleet "troviamo solo un desiderio fantasioso di spiegare il nome Sakya identificandolo con la parola sakya, hakya, nel senso di 'capace, intelligente' ma, guardando sotto la superficie, troviamo nell'allusione a sakasanda, sakavanasanda, il boschetto di alberi di teak, la vera origine dell'altro nome, Sakiya, Sakiya, Sakya.". La storica Romila Thapar nota che la parola Sakya deriva dal sanscrito "Saknoti (essere in grado), l'albero di saka e sakahi". L'albero di teak è conosciuto come śāka, śākākhya, śākavṛkṣa in sanscrito, avendo origine comune con la parola sanscrita Shākha, che significa 'ramo'.

### Antenati Munda
Secondo Levman "mentre il linguaggio rozzo dei Sakya e degli antenati Munda non provano che parlassero una lingua non indoariana, ci sono molte altre prove che suggeriscono che fossero davvero un gruppo etnico (e probabilmente linguistico) separato".

### Sciti Saka
Alcuni studiosi, tra cui Michael Witzel e Christopher I. Beckwith sostengono che gli Shakya fossero Sciti dell'Asia centrale o dell'Iran. Gli Sciti facevano parte dell'esercito achemenide nella conquista della valle dell'Indo dal VI secolo a.C. Si sapeva anche che gli Indo-sciti erano apparsi più tardi nell'Asia meridionale nel periodo del Medio Regno, tra il II secolo a.C. e il IV secolo.

## Storia

### I resoconti dei testi buddisti

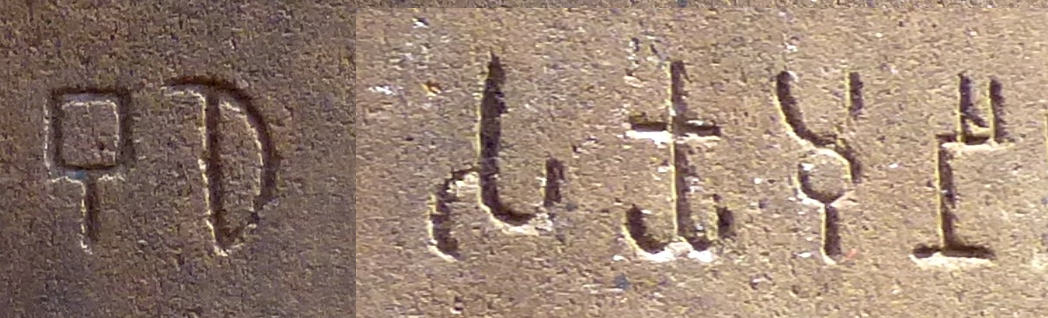
Le parole " Bu-dhe " e " Sa-kya-mu-nī " (Saggio degli "Shakya") in caratteri Brahmi, sull'Editto del Pilastro Minore di Rummindei di Ashoka (circa 250 a.C.).

Gli Shakya sono menzionati anche in successivi testi buddisti, tra cui il Mahāvastu (fine II secolo a.C.), Buddhaghoṣa e Sumaṅgalavilāsinī, un commento di Buddhaghoṣa al Digha Nikaya (ca. V secolo), principalmente nei resoconti della nascita del Buddha, come parte degli Adicchabandhu (parenti del sole) o degli Ādichcha e come discendenti del leggendario re Ikshvaku.

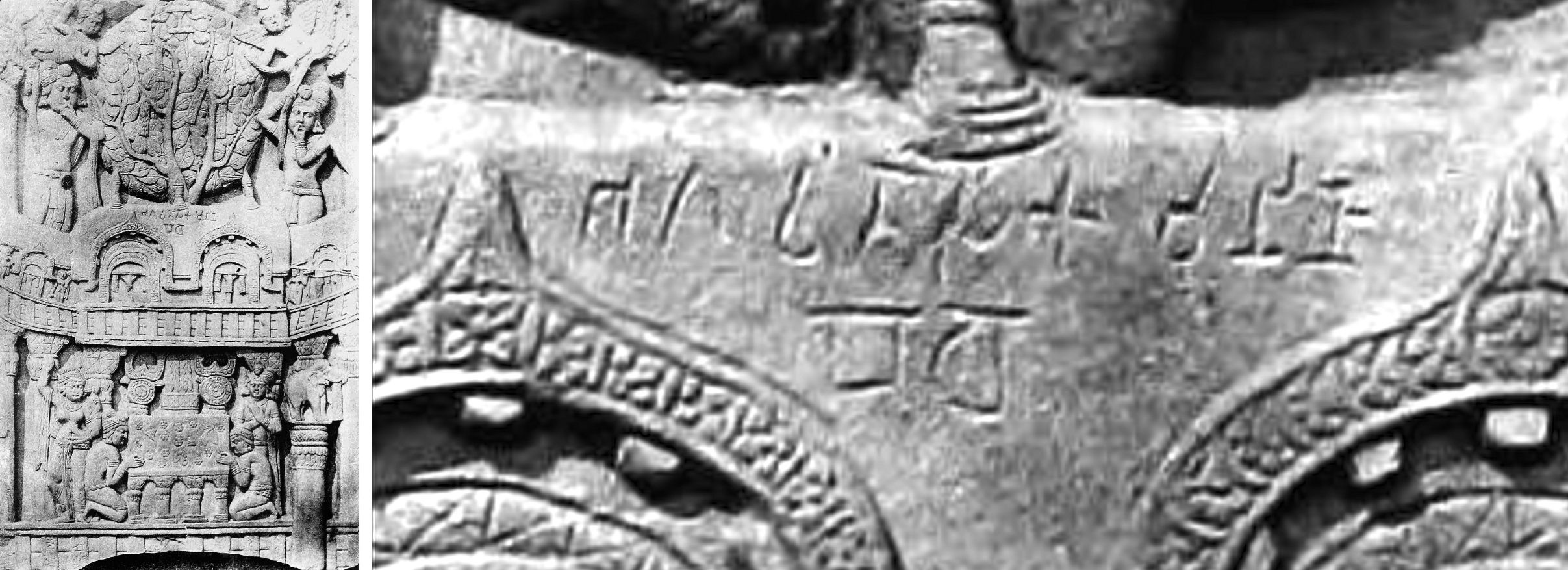
Iscrizione Bharhut : Bhagavato Sakamunino Bodho ("L'illuminazione del Beato Sakamuni"), circa 100 a.C.

L'opera di Buddhaghoṣa (II, 1-24) fa risalire l'origine degli Shakya al re Ikshvaku e fornisce la loro genealogia da Maha Sammata, un antenato di Ikshvaku. Questa lista comprende i nomi di un certo numero di re importanti della dinastia Ikshvaku, che includono Mandhata e Sagara. Secondo questo testo, Okkamukha era il figlio maggiore di Ikshvaku. Sivisamjaya e Sihassara erano il figlio e il nipote di Okkamukha. Il re Sihassara aveva ottantaduemila figli e nipoti, che erano conosciuti insieme come gli Shakya. Il figlio più giovane di Sihassara era Jayasena che aveva un figlio, Sihahanu, e una figlia, Yashodhara (da non confondere con la moglie del principe Siddhartha), che era sposata con Devadahasakka. Devadahasakka aveva due figlie, Anjana e Kaccana. Sihahanu sposò Kaccana, ed ebbero cinque figli e due figlie e Suddhodana era uno di loro. Suddhodana aveva due regine, Maya e Prajapati, entrambe figlie di Anjana. Siddhartha (Gautama Buddha) era il figlio di Suddhodana e Maya. Prajapati ebbe due figli, Sundari Nandā e Nanda con Suddhodana. Rahula era figlio di Siddhartha e Yashodara (noto anche come Bhaddakaccana), figlia di Suppabuddha e nipote di Añjana.
Il canone pali fa risalire Gautama gotra (patrilina) di Shakya al saggio Rigvedico Angirasa.

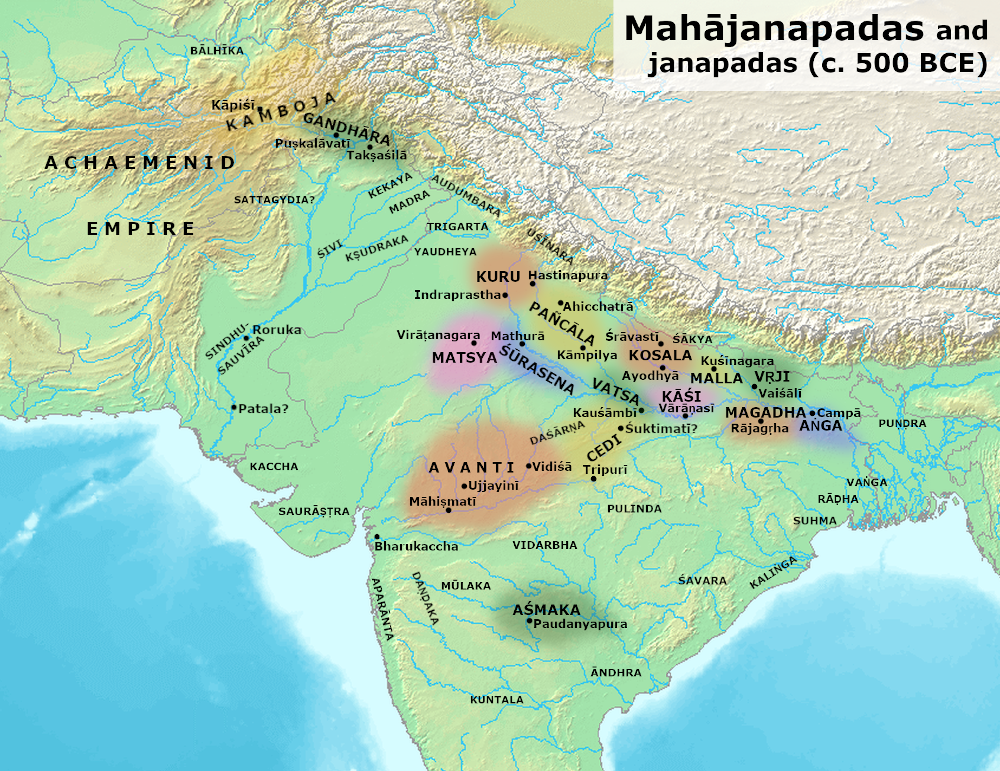
Mappa di Mahajanapada con la Repubblica Shakya accanto a Shravasti e Kosala.

### Amministrazione Shakya
La repubblica Shakya funzionava come un'oligarchia, governata da un consiglio d'élite della classe guerriera e ministeriale che sceglieva il suo capo.
Secondo il Mahāvastu e il Lalitavistara Sūtra, la sede dell'amministrazione Shakya era il santhagara ("sala delle assemblee") a Kapilavastu. Un nuovo edificio per lo Shakya santhagara fu costruito al tempo di Gautama Buddha e fu inaugurato da lui. La più alta autorità amministrativa era il sidharth, composto da 500 membri, che si incontravano nel santhagara per trattare affari importanti. Lo Shakya Parishad era guidato da un raja eletto, che presiedeva le riunioni.
Al momento della nascita di Siddharta, la repubblica Shakya era diventata uno stato vassallo del più vasto Regno di Kosala. Il raja, una volta scelto, sarebbe entrato in carica solo con l'approvazione del re di Kosala. Anche se il raja doveva detenere una notevole autorità nella patria degli Shakya, sostenuto dal potere del re di Kosala, non governava in modo autocratico. Questioni importanti venivano discusse nel santhagara, in cui, sebbene aperto a tutti, solo i membri della classe guerriera ("rajana") potevano parlare. Piuttosto che un voto a maggioranza, le decisioni venivano prese per consenso.

### Annessione da parte di Kosala
Virudhaka, figlio di Pasenadi e Vāsavakhattiyā, servo di un capo di nome Mahānāma, salì al trono di Kosala dopo aver rovesciato suo padre. Come atto di vendetta per gli insulti percepiti contro sua madre, una serva prima del suo matrimonio reale, invase il territorio Shakya, li massacrò e annesse il territorio.

### Religione

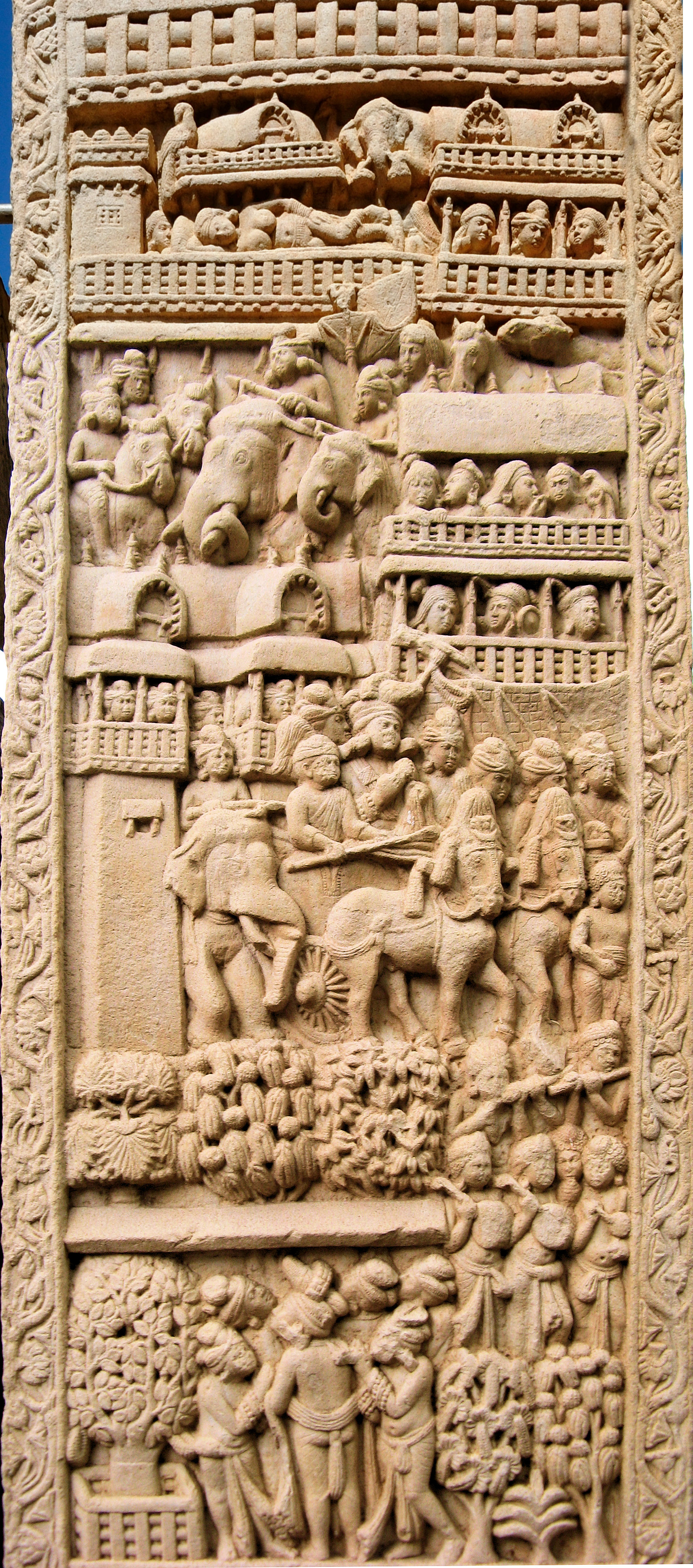
Processione del re Suddhodana da Kapilavastu, che procede per incontrare suo figlio il Buddha che cammina a mezz'aria (teste alzate verso il suo sentiero nella parte inferiore del pannello) e per dargli un albero di Banyan (angolo in basso a sinistra). Sanchi.

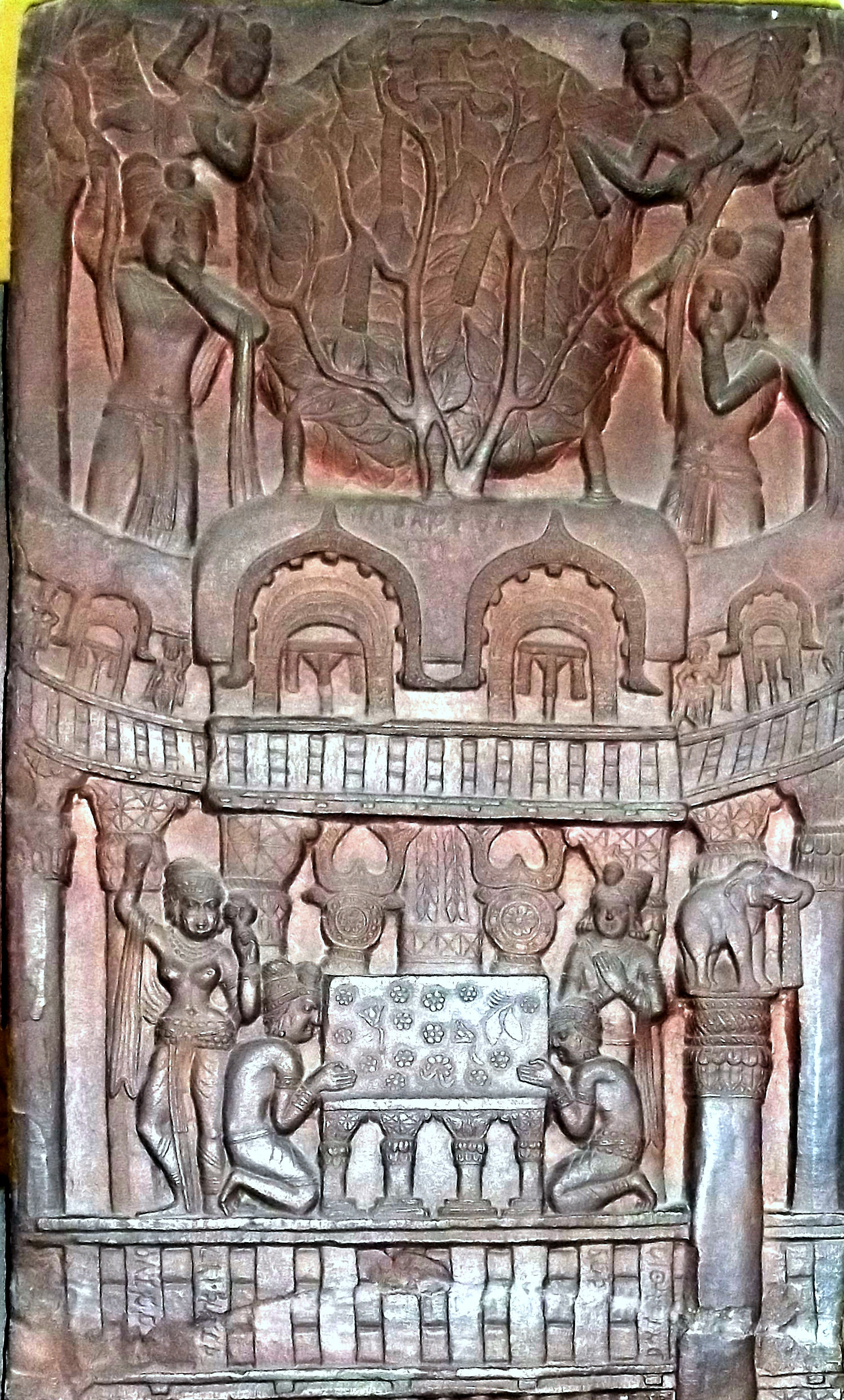
Il Tempio di Mahabodhi di Ashoka e il trono di diamante a Bodh Gaya, costruiti intorno al 250 a.C. L'iscrizione tra gli archi Chaitya recita: "Bhagavato Sakamunino/ bodho" cioè "L'edificio intorno all'Albero della Bodhi del Santo Sakamuni (Shakyamuni)". Fregio Bharhut (circa 100 a.C.).

Gli Shakya erano per tradizione adoratori del sole, e si chiamavano Ādicca nāma geta ("parenti del sole") e discendenti del sole. Come afferma Buddha nel Sutta-Nipāta, "Sono del lignaggio del sole (adiccagotta), Sakiy per nascita". È incerto se, al momento della nascita di Siddhartha, il brahmanesimo vedico fosse stato adottato in misura significativa dagli Shakya. Lo studioso Johannes Bronkhorst sostiene: "Non nego che molti testi vedici esistessero già, in forma orale, al tempo in cui nacque Buddha. Tuttavia, i portatori di questa tradizione, i bramini, non occupavano una posizione dominante nell'area in cui il Buddha predicò il suo messaggio, e questo messaggio non fu, quindi, una reazione contro il pensiero e la cultura brahmanica."
Presumibilmente, molti Shaky si unirono a persone di altre regioni e divennero seguaci del Buddha durante la sua vita, e molti giovani Shaky lasciarono le loro case per diventare monaci.

## Discendenti
Una significativa popolazione di Newa della Valle di Katmandu, in Nepal, porta il cognome Shakya e afferma anche di essere discendente del clan Shakya con titoli come Śākyavamsa (del lignaggio Shakya) che sono stati usati in passato.
Secondo Hmannan Yazawin, pubblicato per la prima volta nel 1823, il leggendario re Abhiyaza, fondatore del Regno Tagaung e della monarchia birmana, apparteneva allo stesso clan Shakya del Buddha. Migrò nell'attuale Birmania dopo l'annessione del regno Shakya da parte di quello Kosala. I primi resoconti birmani affermavano che era un discendente di Pyusawhti, figlio di uno spirito solare e di una principessa drago.